# Calle Åsell
Calle Åsell, född 27 februari 1994 i Upplands Väsby, Stockholms län, Sverige, är en svensk professionell ishockeyspelare. Åsell har tidigare spelat för bland annat Örebro HK och IK Pantern. Från säsongen 2021/2022 spelar Åsell för Väsby IK.